# Edition der Reichstagsakten
Der Plan für die Edition der deutschen Reichstagsakten (RTA) des Reichstags des Heiligen Römischen Reiches wurde 1859 von Georg Voigt in der Historischen Zeitschrift wohl auf Anregung von Heinrich von Sybel entwickelt. Ins Leben gerufen wurde sie 1858 von Leopold von Ranke. Der erste Band erschien 1867, herausgegeben von Julius Weizsäcker. Es handelt sich um ein zentrales Editionsprojekt von Quellen zur Geschichte der Frühen Neuzeit in Deutschland. Herausgegeben wird sie seit ihrer Gründung von der Historischen Kommission bei der Bayerischen Akademie der Wissenschaften in München.
Die Edition trifft eine Auswahl der Aktenstücke, die in Vorbereitung und Durchführung der Reichstage entstanden sind, und druckt sie teilweise nur als Regest und teilweise auch mit ihren Volltexten.
Die Edition der Reichstagsakten besteht aus vier Reihen:
- Ältere Reihe: Deutsche Reichstagsakten unter Kaiser Friedrich III. (1440–1471), enthält auch die Edition der Reichstagsakten unter König Wenzel (1376–1400), König Ruprecht (1400–1410),  Kaiser Sigismund (1410–1437) und König Albrecht II. (1438/1439).
- Mittlere Reihe: Deutsche Reichstagsakten unter Maximilian I.
- Jüngere Reihe: Deutsche Reichstagsakten unter Kaiser Karl V.
- Reichsversammlungen 1556–1662.

Die Edition ist noch nicht abgeschlossen.